# Peribatodes vaucheri
Peribatodes vaucheri là một loài bướm đêm trong họ Geometridae.